# Gómez de Villafufre
El noble apellido Gómez de Villafufre se compone del patronímico Gómez y del toponímico Villafufre. 
Gómez (apellido), antiguo linaje castellano que significa hijo de Gome y surge en varios lugares de la península ibérica por la Edad Media.
En Cantabria también hay numerosos linajes de Gómez en forma compuesta distribuidos por toda la región.

## En el Valle de Carriedo
En el valle de Carriedo también existió el apellido al menos desde 1352 cuando en el Becerro de las Behetrías de Castilla de los lugares de Escobedo y Rasillo aparecen como Solariegos que pertenecían a Pedro Gómez de Porres. También en el Apeo del Infante de Antequera en 1404 en el lugar de Escobedo (Villafufre) aparece un Rui Gómez como representante del Concejo.
Posteriormente hubo varios linajes en el valle como: Los Gómez de Lasprilla y los Gómez de la Llamosa en Bárcena, los Gómez de Rebollar en Selaya, los Gómez de Villafufre progenitores de los Gómez de Liaño, los Gómez de Arce, Gómez de Bustillo, Gómez de Travesedo y Gómez de Ceballos en distintas partes del valle.

## En Villafufre
En 1515 en un Pleito de la RChV aparece como vecino de Villafufre Hernando Gómez, que casa a su hija Juana con uno de los García de Escobedo.
Posteriormente, en ese siglo XVI hay varios Pleitos de la Real Chancilleria de Valladolid de Juan Gómez de Villafufre como:
En uno de 1537 se cita que por 1529 Juan Gómez de Villafufre "el Bueno" era Tesorero de la Santa Cruzada de las Asturias de Santillana y Montañas de Burgos. 
En 1572, Juan Gómez de Villafufre y Vélez pleitea por deudas a su padre Juan Gómez de Villafufre "el bueno", este procurador general del valle de Carriedo, desde 1537 hasta su muerte por 1551, ante la Chancillería de Valladolid contra el Duque del Infantado por la jurisdicción del valle. En 1546 logró confirmar sentencia de Realengo y behetría del Pleito de Carriedo y en 1544 inició el Pleito de los nueve valles de las Asturias de Santillana. 
En 1659, un Pleito de Domingo Alonso de la Torre, del solar de Pedrosa en Rasillo, casado con Juliana Gómez de Villafufre hija de Fernán y nieta de Juan Gómez de Villafufre "el bueno" este Familiar y Notario de la Santa Inquisición en Logroño y señor de la casa solar de Savariego en Villafufre.
En 1689 en el Expte. del Caballero de Santiago, Cronista y Rey de Armas de S.M., Francisco Gómez Arévalo de Villafufre, este tercer nieto de Juan Gómez de Villafufre que llamaban "el bueno", señor del mayorazgo y casa solar de Gómez de Villafufre, una de las primeras y más conocidas de la Montaña, que llamaban el Palacio, con escudo de armas (un león y tres espadas y otras) y hórreo. Los del linaje ostentan los cargos más relevantes en el valle de Carriedo y los privilegios en la Iglesia parroquial de San Juan en Villafufre, donde tenían sus enterramientos.

## Juan Gómez de Villafufre "el Bueno"
Nacido en el solar materno en Villafufre, hacia el año de 1500. Hijo de Marina Gómez de Villafufre y de Pedro Mazorra de Gandarilla (Selaya). Juan fue señor del solar y Palacio de la Cotera o la Cuesta de Villafufre o casa de Sabariego. Tesorero de la Santa Cruzada en 1529. Familiar y notario del Santo Oficio de la Inquisición. Procurador del valle de Carriedo ante la Real Chancillería en los Pleitos por la jurisdicción de los valles contra el Duque del infantado desde 1537 a 1551 cuando falleció. Casó con María Fernández de Bustillo hacia 1525.Tuvieron por hijos a:
1.º Fernán o Fernando o Hernán Gómez de Villafufre y Fernández Bustillo. (Juez elector de oficios y Justicia del valle Carriedo en 1591).
2.ª María Juliana Gómez de Villafufre y Fdez Bustillo. Casó con el capitán Gutierre de Bustillo Guazo. 
3.º Licenciado Lorenzo Gómez de Villafufre y Fernández Bustillo. (vicario del valle de Carriedo y clérigo párroco de San Juan de Villafufre). 
En segundas nupcias Juan Gómez de Villafufre el bueno, casó con Juana Vélez con quien tuvo a:
4.º Juan Gómez de Villafufre y Vélez que casó en Briones (La Rioja) con Juana Vizioso.

## Caballeros del Linaje
Juan Gómez de Villafufre que llamaban el Bueno fue progenitor y pariente mayor de seis caballeros de las siguientes órdenes:
6.º Abuelo paterno del caballero de Carlos III Joaquín Rogelio Gómez de Liaño y Sánchez de Cevallos. 1814. Cruz Laureada de San Fernando (siendo civil).
4.º Abuelo del caballero de Santiago Manuel Antonio de Cevallos y Cevallos, Expte n.º 1941 del año 1737. Y del Consejo de S.M.
3.º Abuelo del caballero de Santiago Juan Antonio de Bustillo y Gómez, Expte n.º 1311 del año 1641. Capitán.
3.º Abuelo del caballero de Santiago Francisco Gómez Arévalo de Villafufre, Expte n.º 3442 del año 1689. Cronista y rey de armas de S.M.
4.º Abuelo del caballero de Santiago Antonio Gómez Arévalo, hijo del anterior y también cronista y rey de armas de S.M.
Bisabuelo del caballero de Santiago Juan Pacheco y Bustillo Guazo, Expte n.º 6141 de 1677. Teniente general de Caballería de Cataluña y Extremadura.
Bisabuelo de Juan Alonso de la Torre y Gómez de Villafufre, en 1659 comisario de la Veeduría General de los Ejércitos en Flandes, Borgoña y Alemania.
Bisabuelo de Francisco Gómez de Villa y Liaño-Cevallos, en 1657 regidor general del valle de Carriedo.
Bisabuelo de Juan Gómez de Villa y Liaño-Cevallos, hermano del anterior, en 1670 justicia mayor del valle de Carriedo.
Bisabuelo de Francisco Gómez de Villafufre y Fdez de la Carrera, hacia 1690 regidor general del valle de Carriedo.
4.º Abuelo del teniente de Caballería Juan Francisco Gómez de Villafufre y Gómez de Arce, nieto del anterior y alcalde de Cuenca (Ecuador) y en 1773 gobernador de Mainas por el Rey Carlos III.
5.º Abuelo del capitán Caballería Carlos Antonio del Mazo y Gómez de Villafufre, sobrino del anterior y en 1794 alcalde de Quito (Ecuador).
Abuelo de Juan Gómez de Villafufre y Villa, en 1648 alcalde de los Hijosdalgo del valle de Carriedo.